# 潭洲国际会展中心
潭洲国际会展中心位于广东省佛山市顺德区北滘镇工展路1号，是佛山打造现代服务业最重要的产业服务平台之一。

## 历史
- 2022年12月22日，由潭洲国际会展中心改建而来的佛山潭洲便民发热门诊正式投入使用[2]。

## 举办的展会
- 2022广东国际燃气技术及装备展览会[3]
- 2022华南国际铝工业展[4]
- 2022年第26届全国发明展览会[5]

## 相册

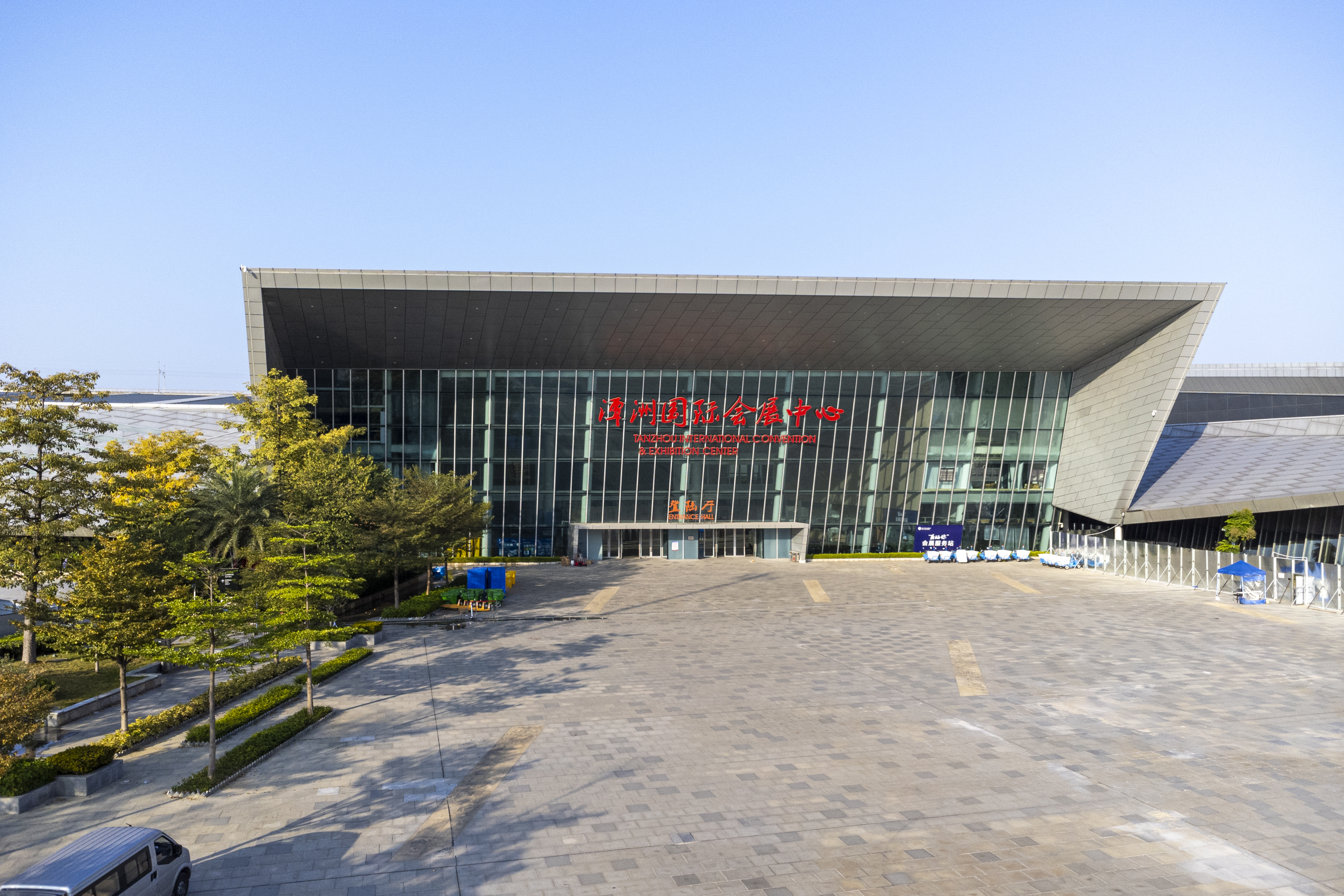
展厅入口
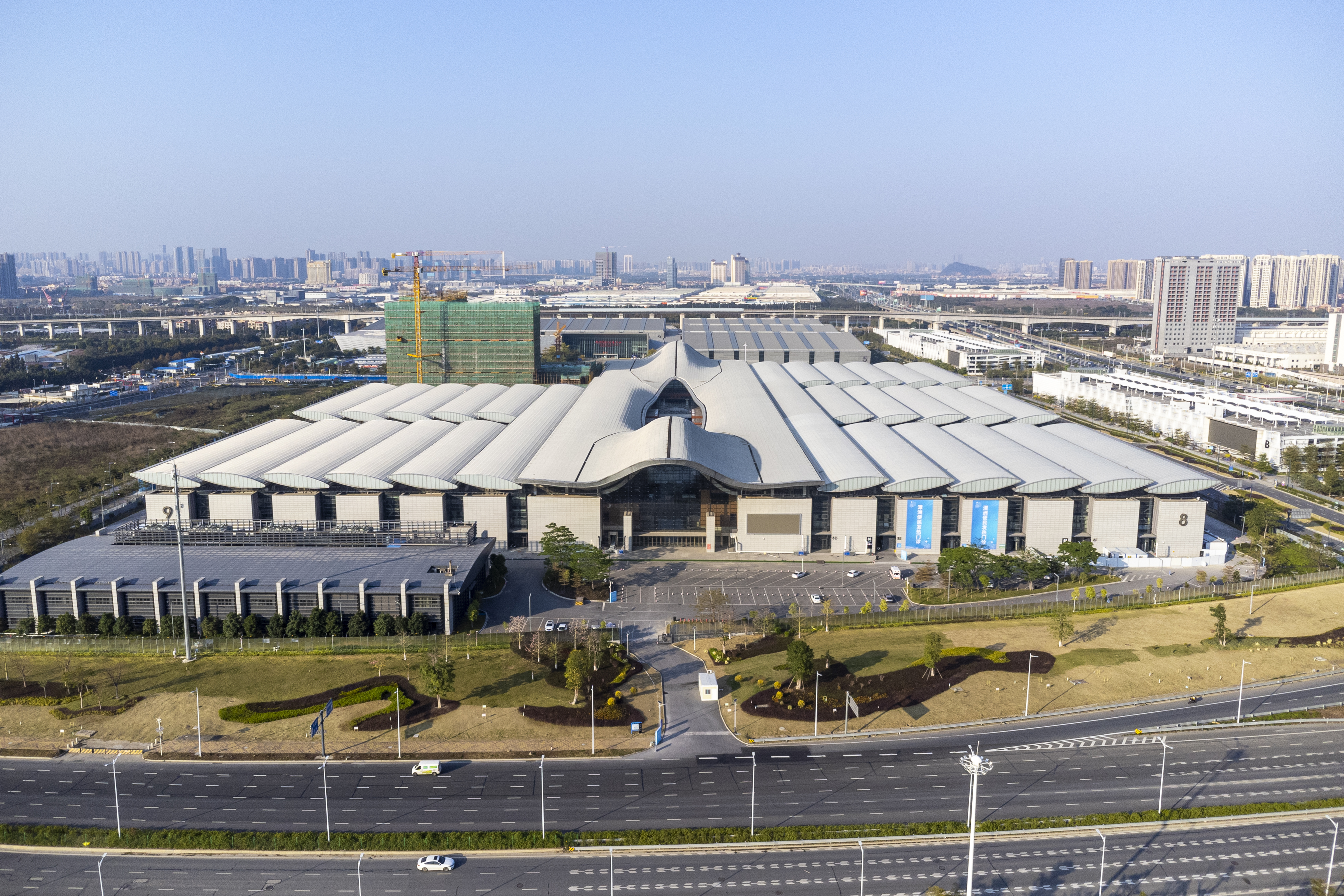
B区全景

## 附近的铁路车站
- 佛山地铁3号线：潭洲会展站（位于潭洲国际会展中心西侧）[6]
- 广佛环线：北滘西站